# ان‌جی‌سی ۵۶۸۲
ان‌جی‌سی ۵۶۸۲ (انگلیسی: NGC 5682) نام یک کهکشان مارپیچی است.